# شهرستان گونگ (سیچوآن)

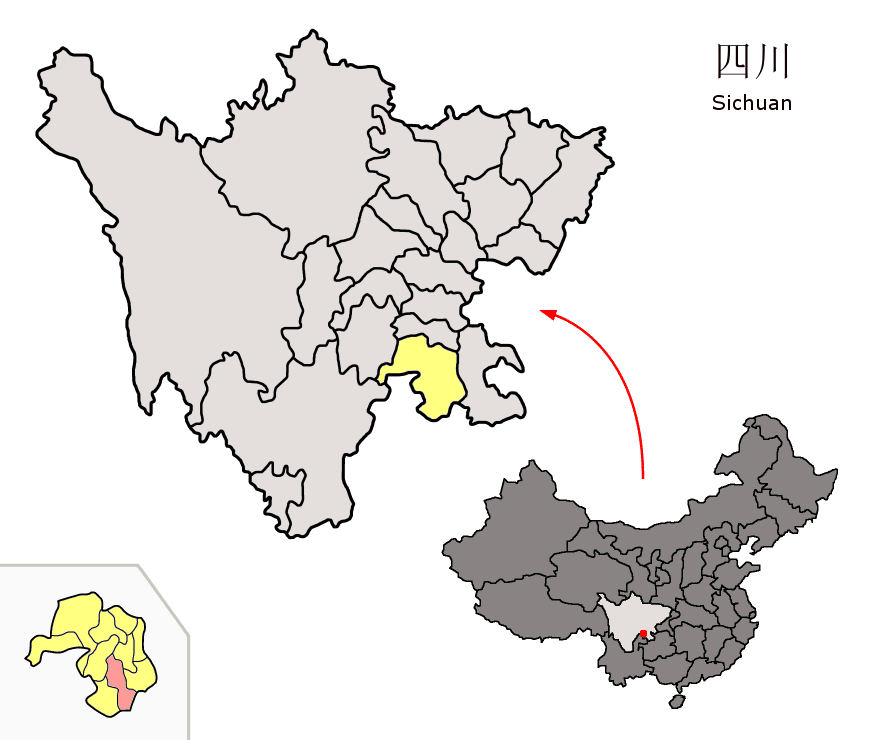
موقعیت جغرافیایی سیچوآن

شهرستان گونگ (به انگلیسی: Gong County) یک شهرستان در چین است که در ایبلین واقع شده‌است. شهرستان گونگ ۱٬۱۵۰ کیلومتر مربع مساحت و ۴۲۰٬۰۰۰ نفر جمعیت دارد.